# Трава зелена
Трава зелена је четврти студијски албум хрватске поп певачице Северине, издат 1995. године.
Продуценти албума су Зринко Тутић, Никша Братош, Миро Буљан и Ведран Остојић. Остали сарадници су Фарук Буљубашић, Ненад Нинчевић, Рајко Дујмић, а први пут се и сама Северина потписује као ауторка три текста на албуму.

## Албум
Албум садржи десет песама, а песма "Ти си срце моје" је дует са Жером. Осим насловне нумере и дуета, овај албум јој није донео ниједан велики хит као претходни, али је био подједнако комерцијално успешан као и претходни.
Праћен је спотом за насловну песму.

## Списак песама
| №   | Назив           | Трајање |  |
| 1.  | Трава зелена    | 4:14    |  |
| 2.  | Ватра и лед     | 3:23    |  |
| 3.  | Ти си срце моје | 4:08    |  |
| 4.  | Mr. Taliman     | 4:03    |  |
| 5.  | Боже мој        | 4:19    |  |
| 6.  | Бамбола         | 4:11    |  |
| 7.  | Луде године     | 4:17    |  |
| 8.  | Пожели ме       | 4:56    |  |
| 9.  | Пружи ми руке   | 3:48    |  |
| 10. | Лудо моја       | 4:36    |  |

## Обраде
Ти си срце моје - Ватра (Оливера Катарина и Корни група) и Земљо моја (Амбасадори)